# Brasil nos Jogos Olímpicos de Inverno de 1998
O Brasil participou dos Jogos Olímpicos de Inverno de 1998 em Nagano, no Japão. Foi a terceira vez que o país enviou competidores para os Jogos Olímpicos de Inverno. A delegação foi composta por um único atleta, Marcelo Apovian, que competiu no esqui alpino. Fazendo sua segunda participação olímpica, ele terminou sua única prova, o super-G masculino em 37º lugar, último entre os que concluíram o evento. Esta foi a melhor colocação de um brasileiro em Jogos de Inverno até então, superando a classificação de Evelyn Schuler no Slalom Gigante em 1992, quando terminou em 40º lugar.

## Antecedentes
O Comitê Olímpico Brasileiro foi reconhecido pelo Comitê Olímpico Internacional (COI) em 1º de janeiro de 1935, 21 anos após sua criação. O Brasil participou pela primeira vez nas competições olímpicas nos Jogos de Verão de 1900 e fez sua primeira aparição nos Jogos Olímpicos de Inverno na edição de 1992, competindo também na edição seguinte em 1994. Portanto, os Jogos Olímpicos de Inverno de 1998 foram sua terceira participação nos Jogos Olímpicos de Inverno. Os Jogos de 1998 foram realizados de 7 a 22 de fevereiro de 1998; um total de 2 176 atletas participaram, representando 72 Comitês Olímpicos Nacionais. O único atleta enviado pelo Brasil para as Olimpíadas de Nagano foi o esquiador alpino Marcelo Apovian. Ele foi escolhido como o porta-bandeira de seu país para a cerimônia de abertura.

## Desempenho

### Esqui alpino
Marcelo Apovian tinha 25 anos na época das Olimpíadas de Nagano e participava pela segunda vez dos Jogos, tendo anteriormente representado o Brasil nas Olimpíadas de Inverno de 1992, seis anos antes. O único evento em que ele participou foi o super-G, realizado em 16 de fevereiro em apenas uma descida para cada atleta. Ele terminou a prova com o tempo de 1 minuto e 49,43 segundos, o que o colocou em 37º e último lugar entre todos os esquiadores classificados. A medalha de ouro foi conquistada com o tempo de 1 minuto e 34,82 segundos, por Hermann Maier, da Áustria. A prata foi compartilhada pelo compatriota austríaco Hans Knauß e pelo esquiador suíço Didier Cuche. Esta 37º posição de Apovian foi a melhor colocação de um brasileiro em Jogos de Inverno até então, superando a classificação de Evelyn Schuler no Slalom Gigante em 1992, quando terminou em 40º lugar.
| Atleta          | Evento            | Final   | Final |
| Atleta          | Evento            | Tempo   | Pos.  |
| --------------- | ----------------- | ------- | ----- |
| Marcelo Apovian | super-G masculino | 1:49.43 | 37º   |